# Vientián prefektúra
Vientián prefektúra Laosz északnyugati részén található. 1989-ben jött létre, amikor területét leválasztották Vientián tartományról. A prefektúrában (kampheng nakhon) található a főváros, Vientián is.

## Közigazgatás
Vientián prefektúra területe a következő körzetekre oszlik. A vastag betűvel jelöltek Vientián főváros részei.
1. Chanthabuly (1-01)
2. Sikhottabong (1-02)
3. Xaysetha (1-03)
4. Sisattanak (1-04)
5. Naxaithong (1-05)
6. Xaythany (1-06)
7. Hadxayfong (1-07)
8. Sangthong (1-08)
9. Mayparkngum (1-09)